# Ружица (област Ямбол)
 За другото българско село вижте Ружица (Област Шумен).  
Ружица е село в Югоизточна България. То се намира в община Болярово, област Ямбол.

## География
Селото се намира на 9 km от общинския център Болярово и на 53 km от областния център Ямбол.

## Известни личности
Родени в Ружица
- Иван Станков (р. 1948), зооинженер, министър на земеделието и храните